# 積極的不介入
積極的不介入（せっきょくてきふかいにゅう、繁体字中国語: 積極不干預、英語: Positive non-interventionism）とは、1970年代から香港返還にいたるまでの香港政庁による経済政策の基本方針である。1960年代までの自由放任を修正し、社会や経済が深刻な事態に陥った場合には、政府（香港政庁）が介入を行うこというものである。

## 経緯
1979年9月にフィリップ・ハッドンケイヴ財政司（財政長官）が「過渡期の香港経済」と題する演説中に示唆し、翌1980年12月に香港工業総会において行った演説の中で明確に表明した。
しかし、実際にはそれ以前よりクロフォード・マレー・マクレホース総督（1971年就任）によって、香港政庁による社会や経済への政策的介入は行われていた。その背景には、香港左派が起こした1967年の暴動の再発防止があった。暴動の直接的なきっかけは、中国本土における文化大革命や中国共産党政権内部の権力闘争の影響である。しかし、当時は香港政庁の官吏、特に警察官の汚職が深刻であったり、香港市民の住環境や経済状況が良好ではなく、中国本土の影響を受ける素地が香港の側にあった。
そこで、マクレホース総督は、新界地区における大規模な住宅団地の建設、地下鉄などの大規模なインフラ整備、9年間の義務教育の開始などの公共事業及び政策を実施し、香港経済の発展と社会の安定を図った。1980年前後には、これらの政策によって、香港は急速な経済発展をとげ、民生の向上を達成し、また香港市民の香港政庁に対する見方も大幅に変わった。なお、こうした政策については、「不介入」の域を越え、「選択的な介入」ではないかとの議論もある。とは言え、香港は低い税率を維持し、今日に至るまで世界で最も自由な経済環境を維持しているとの評価が多い。

## 返還後
香港返還後も香港の官僚は、しばらくの間「積極的不介入」の方針が維持されていると述べることが多かった。しかし、董建華行政長官がより積極的な経済政策を試みたことも事実である。例えば、IT企業を誘致するためのサイバーポートの造成や、漢方薬やその他の分野における研究開発の拠点である香港科学園の造成などを行い、新規産業の育成を図ろうとしたことが挙げられる。ところが、これらの政策は即効性がなく、また不景気の時期と重なったために香港政府の財政が悪化した時期であったため、董建華行政長官の方針転換はさほど本格化することなく挫折し、彼本人も2005年に辞任した。
「積極的不介入」を公式に否定したのは、曽蔭権行政長官である。2006年9月11日に香港政府は中国本土の経済発展や政策について、香港経済のために如何に利用するべきか検討するため、内外の有識者や中国政府高官などを招聘して「第十一次五カ年計画と香港の発展」と題した「経済サミット」を開催した。その記者会見の席上、「こうした会議を開き、香港経済の方向性を政府が模索することは、「積極的不介入」と矛盾するのではないか」との質問がなされた。曽蔭権行政長官は「『積極的不介入』を我々が口にしたことはない」と一蹴し、「小さな政府、大きな市場」が現在の方針だと述べた。この2つの標語について具体的にどのように異なるのかは確認されないまま、この発言だけが香港のマスメディアを騒がせ、経済自由度指数で世界で最も高い香港を理想的と称賛してきたアメリカの経済学者ミルトン・フリードマンまでがこれを批判した。